# Gundars Bērziņš
Gundars Bērziņš (ur. 26 września 1959 w okręgu Jēkabpils, zm. 8 stycznia 2023) – łotewski polityk, inżynier i rolnik, poseł na Sejm, minister finansów (2000–2002), minister zdrowia (2004–2007).

## Życiorys
Z wykształcenia inżynier, w 1983 został absolwentem Ryskiego Instytutu Politechnicznego. Pracował w instytucie badawczym zajmującym się transportem Drogowym, a także w ministerstwie transportu. W 1989 zajął się prowadzeniem własnego gospodarstwa rolnego. Pod koniec lat 80. należał do Komunistycznej Partii Związku Radzieckiego, później dołączył do Łotewskiego Związku Rolników.
Uzyskiwał mandat posła na Sejm V, VII, VIII i IX kadencji. Był parlamentarnym sekretarzem w ministerstwie rolnictwa (1993–1994) i doradcą premiera Andrisa Šķēlego (1995–1997). Dołączył do utworzonej przez niego Partii Ludowej, w latach 1998–2000 stał na czele frakcji poselskiej tego ugrupowania.
Od maja 2000 do listopada 2002 był ministrem finansów w gabinecie Andrisa Bērziņša. Od grudnia 2004 do stycznia 2007 pełnił funkcję ministra zdrowia w dwóch rządach Aigarsa Kalvītisa. Zrezygnował z tego stanowiska, decyzję motywując kwestiami prywatnymi. Nie objął ponownie mandatu poselskiego, powracając do pracy w rolnictwie.